# Simitarra cellablanca
La simitarra cellablanca (Pomatorhinus schisticeps) és un ocell de la família dels timàlids (Timaliidae).

## Hàbitat i distribució
Habita zones de matolls, sotabosc, pastures als turons del nord de l'Índia des d'Himachal Pradesh cap a l'est fins Arunachal Pradesh, cap al sud al nord de Bengala Occidental, Bangladesh, Manipur i Nagaland, Myanmar, Tailàndia (excepte el centre), Laos, Cambodja i centre i sud del Vietnam al centre i sud d'Annam i Cotxinxina